# Darko Velkovski
Darko Velkovski (makedonski: Дарко Велковски; Skoplje, 21. lipnja 1995.) sjevernomakedonski je nogometaš koji igra na poziciji centralnog beka. Trenutačno igra za Zrinjski Mostar.

## Klupska karijera

### Rabotnički
Dana 1. srpnja 2011. prelazi iz kluba Makedonija Gjorče Petrov u Rabotnički za nepoznati iznos. Za Rabotnički je debitirao 7. srpnja u utakmici 1. kvalifikacijskog kola UEFA Europske lige protiv Narve Trans koju je Rabotnički dobio 3:0. U Prvoj makedonskoj nogometnoj ligi debitirao je 31. srpnja protiv Bregalnice Štip (3:1) te je pritom upisao svoju prvu asistenciju za klub. Svoj prvi gol u dresu Rabotničkog zabio je 17. rujna Teteksu (1:1). U sezoni 2013./14. s Rabotničkim je osvojio i ligu i kup, a iduće samo kup.

### Vardar
Na prvi dan srpnja 2015. godine prelazi u Vardar za 140 tisuća eura. Za Vardar je debitirao u utakmici 2. kvalifikacijskog kola UEFA Lige prvaka protiv APOEL-a koja je završila bez golova. U ligi je debitirao 16. kolovoza 2015. u utakmici protiv Škendije Tetovo koju je Vardar dobio 3:1. Svoja prva dva gola za Vardar zabio je zagrebačkom Dinamu u utakmici 2. kvalifikacijskog kola UEFA Lige prvaka koju je Dinamo dobio s rezultatom 3:2. Jedini ligaški gol u dresu Vardara zabio je Bregalnici Štip 3. svibnja 2017. (3:3). U UEFA Europskoj ligi debitirao je 14. rujna 2017. godine u utakmici protiv Zenita iz Sankt-Peterburga u kojoj je Vardar poražen 5:0. S Vardarom je osvojio Prvu makedonsku nogometnu ligu u dva navrata (2015./16., 2016./17.).

### Rijeka
Dana 13. srpnja 2018. prelazi u Rijeku bez odštete. Za Rijeku je debitirao u utakmici Hrvatskog nogometnog kupa u kojoj je Rijeka dobila Križevce 9:0. U 1. HNL je zbog ozljede tek debitirao 22. veljače 2019. u utakmici protiv Rudeša u kojoj je Rijeka pobijedila 4:2. U UEFA Europskoj ligi debitirao je 22. listopada 2020. u utakmici protiv Real Sociedada koju je Rijeka izgubila 1:0. Protiv istog kluba u istom natjecanju zabio je svoj prvi gol u dresu Rijeke i to 3. prosinca (2:2). Svoj prvi gol u 1. HNL postigao je 16. listopada 2021. kada je Rijeka igrala 3:3 s Dinamom. S Rijekom je dvaput osvojio Hrvatski nogometni kup (2018./19., 2019./20.).

## Reprezentativna karijera
Velkovski je nastupao za sve makedonske omladinske selekcije od 17 do 21 godinu. Za A selekciju Makedonije debitirao je 26. svibnja 2014. u prijateljskoj utakmici protiv Kameruna koju je Makedonija izgubila 2:0. Prvi gol za reprezentaciju zabio je u kvalifikacijskog utakmici EURO-a 2020. protiv Kosova koju je Makedonija dobila 2:1.

### Pogodci za reprezentaciju
Zadnji put ažurirano 6. travnja 2021.
| #  | Datum              | Mjesto                                                      | Nastup | Protivnik   | Pogodak | Rezultat | Natjecanje                                |
| -- | ------------------ | ----------------------------------------------------------- | ------ | ----------- | ------- | -------- | ----------------------------------------- |
| 1. | 8. listopada 2020. | Nacionalna arena Toše Proeski, Skoplje, Sjeverna Makedonija | 22.    | Kosovo      | 2:1     | 2:1      | Doigravanje za plasman na EURO 2020.      |
| 2. | 5. rujna 2021.     | Laugardalsvöllur, Reykjavík, Island                         | 33.    | Island      | 1:0     | 2:2      | Kvalifikacije za Svjetsko prvenstvo 2022. |
| 3. | 8. listopada 2021. | Rheinpark Stadion, Vaduz, Lihtenštajn                       | 35.    | Lihtenštajn | 1:0     | 4:0      | Kvalifikacije za Svjetsko prvenstvo 2022. |

## Priznanja

### Klupska
Rabotnički
- Prva makedonska nogometna liga
  - Prvak (1): 2013./14.
  - Doprvak (1): 2014./15.
- Makedonski nogometni kup
  - Osvajač (2): 2013./14., 2014./15.
  - Finalist (1): 2011./12.

Vardar
- Prva makedonska nogometna liga
  - Prvak (2): 2015./16., 2016./17.

Rijeka
- 1. HNL
  - Doprvak (1): 2018./19.
- Hrvatski nogometni kup
  - Osvajač (2): 2018./19., 2019./20.

## Vanjske poveznice
- Darko Velkovski, Macedonian Football
- Darko Velkovski, National-Football-Teams.com‎ (engl.)
- Darko Velkovski, Soccerway
- Darko Velkovski, Transfermarkt